# Nyara Sabally
Nyara Sabally (Bandon, 26 febbraio 2000) è una cestista e allenatrice di pallacanestro tedesca con cittadinanza statunitense, professionista nella WNBA.
È la sorella di Satou Sabally.

## Carriera
È stata selezionata dalle New York Liberty al primo giro Draft WNBA 2022 (5ª scelta assoluta).